# البدوية الحسناء (فلم)
البدوية الحسناء فيلم مصري تم إنتاجه عام 1947، من تأليف بدر لاما والسيد زيادة إخراج إبراهيم لاما وبطولة بدر لاما وبدرية رأفت.

## قصة الفيلم
ميهوب شاب بدوى قضى بعض الوقت في المدينة لتلقي العلم، وهناك تعرف على بدريه التي لا تلبث أن تختفي، ويعود إلى القبيلة، يدعوه الأصدقاء لحضور حفل بمناسبة شفاء الشيخ عوف شيخ القبيلة، وهناك يقابل بدريه ويعرف أنها مخطوبة لإبن عمها دياب الذي تولدت الغيرة في صدره، ويتولد العداء. يلتقي الحبيبان في منزل الشيخ فاضل مأذون القبيلة ويتزوجا سراً. يتحرش دياب بميهوب فيقتله ويهرب ويرسلون الفرسان خلفه. يسوق القدر أمير قبيلة الفتاة الشيخ عوف إلى مأزق مميت بين قطاع الطرق، ويشاء القدر أيضاً أن يرسل له ميهوب في اللحظة الحرجة، ويستطيع الشاب إنقاذ الشيخ عوف الذي ما أن يعلن الأمير ذلك حتى يتبعه بالعفو عنه، وتتبدل القلوب والمفاهيم والمشاعر وتستطيع القبيلتان أن تعلنا زواج الشاب من الفتاة دون خجل أو حقد.

## فريق العمل
إخراج: إبراهيم لاما
تأليف:
- بدر لاما
- السيد زيادة

طاقم العمل:
- بدر لاما
- بدرية رأفت
- علوية جميل
- منسى فهمي
- فاخر فاخر
- ثريا فخري
- السيد بدير
- محمد الديب
- سعاد أحمد
- عبد السلام النابلسي

## روابط خارجية
- مقالات تستعمل روابط فنية بلا صلة مع ويكي بيانات